# Olexandr Zinčenko
Olexandr Volodymyrovyč Zinčenko (cyrilicí: Олександр Володимирович Зінченко; *15. prosince 1996 Radomyšl) je ukrajinský profesionální fotbalista, který hraje v anglickém klubu Arsenal FC a v ukrajinském národním týmu.
Zinčenko zahájil svou profesionální kariéru v ruském FK Ufa, než se v roce 2016 připojil k Manchesteru City za 1 milion £. Univerzální fotbalista, který na klubové úrovni nejčastěji nastupuje na pozici levého obránce, ale v reprezentaci působí ve středu zálohy.

## Klubová kariéra

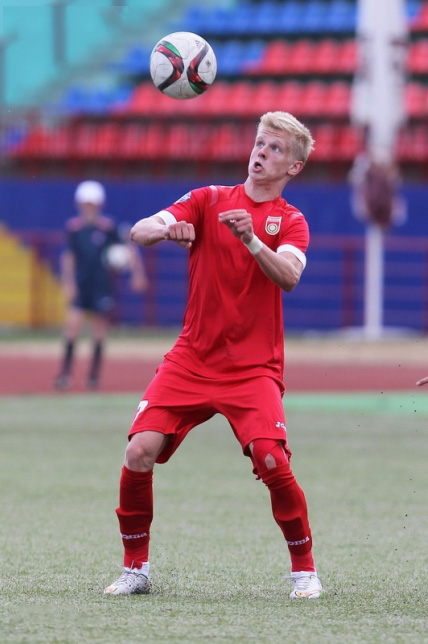
Zinčenko hrající za Ufu (2015)

Zinčenko se narodil v Radomyšli v Žytomyrské oblasti. Svoji kariéru začal v mládeži klubu Karpatiya Radomyšl v jeho rodném městě Radomyšl.

### Šachtar Doněck
V roce 2009 se Zinčenko přesunul do Doněckého Šachtaru, kde byl kapitánem mládežnického týmu, se kterým se zúčastnil Juniorské ligy UEFA 2013/14, kde vstřelil gól proti Manchesteru United. V sezóně 2013/14 přešel do A-týmu klubu hrajícího Premjer-Lihu, ale na hřiště se nedostal a s klubem se tak v roce 2014 ve zlém rozešel.

### FK Ufa
Poté se přestěhoval do ruského klubu FK Ufa. V ruské Premier Lize debutoval 20. března 2015 v zápase proti FK Krasnodar. V základní sestavě se poprvé proti objevil v zápase proti Arsenalu Toula 12. dubna 2015. 25. července vstřelil svůj první profesionální gól, a to při prohře 2:1 proti Rostovu. V klubu odehrál necelé dvě sezóny a v druhé z nich byl zvolen nejlepším hráčem sezóny.

### Manchester City
Dne 4. července 2016 přestoupil Zinčenko do anglického klubu hrající Premier League, do Manchesteru City, za částku okolo 2 milionu liber.
Zinčenko odešel na sezónu 2016/17 na hostování do nizozemského klubu PSV Eindhoven. Debutoval 1. října jako náhradník při remíze 1:1 proti SC Heerenveen.
Po návratu do Manchesteru debutoval 24. října 2017, když odehrál celý zápas odehrál včetně prodloužení zápasu s Wolverhamptonem Wanderers v EFL Cupu. Poprvé se objevil v zápase Premier League 13. prosince 2017, když v 73. minutě výhry 4:0 nad Swansea City vystřídal Fabiana Delpha.
Dne 18. prosince 2017 proměnil Zinčenko vítěznou penatlu v penaltovém rozstřelu proti Leicesteru City po remíze 1:1 po prodloužení a poslal Manchester City do semifinále EFL Cupu. Zinčenko se dostal do sestavy po zranění levých obránců, Benjamina Mendyho a Fabiana Delpha.
Zinčenko se poprvé objevil v sezóně 2018/19 při výhře 3:0 nad Oxfordem United v EFL Cupu. Ve stejném týdnu odehrál svůj první ligový zápas v sezoně při domácím vítězství 2:0 proti Brightonu & Hove Albion.
Zinčenko vstřelil svůj první gól v klubu v semifinále EFL Cupu proti Burtonu Albion 9. ledna 2019 při domácím vítězství 9:0.
V červnu 2019 podepsal s klubem novou smlouvu do roku 2024. Dne 25. října 2019 podstoupil Zinčenko operaci kolena v Barceloně. Trenér Manchesteru City Pep Guardiola řekl, že se bude ze zranění zotavovat 5 až 6 týdnů. Na začátku prosince 2019 se Zinčenko vrátil k plnému tréninku. 11. prosince 2019 odehrál svůj první zápas po zranění v Lize mistrů proti Dinamu Záhřeb.

### Arsenal
Zinčenko přestoupil v létě 2022 z Manchesteru City do Arsenalu. Londýnský klub za pětadvacetiletého levého obránce či záložníka zaplatí zhruba 32 milionů liber. V Arsenalu je Zinčenko domluven na smlouvě do roku 2026.

## Reprezentační kariéra
V ukrajinské reprezentaci debutoval 12. října 2015 v kvalifikačním zápase na Euro 2016 proti Španělsku. Zinčenko vstřelil svůj první reprezentační gól 29. května 2016 v přátelském utkání proti Rumunsku v Turíně, které Ukrajina vyhrála 4:3. Stal se tak nejmladším Ukrajincem, který vstřelil reprezentační gól ve věku 19 let a 165 dní, překonal tak rekord Andrije Ševčenka od roku 1996.
Zinčenko byl nominován na Euro 2016 a v prvních dvou zápasech vystřídal Viktora Kovalenka proti Německu a Severnímu Irsku.
Dne 24. března 2021 se v zápase proti Francii stal nejmladším ukrajinským kapitánem ve věku 24 let a 98 dní.

## Statistiky

### Klubové
K 14. dubnu 2021
| Klub                  | Sezóna  | Liga           | Liga   | Liga | Národní pohár | Národní pohár | Ligový pohár | Ligový pohár | Evropské poháry | Evropské poháry | Ostatní | Ostatní | Celkem | Celkem |
| Klub                  | Sezóna  | Liga           | Zápasy | Góly | Zápasy        | Góly          | Zápasy       | Góly         | Zápasy          | Góly            | Zápasy  | Góly    | Zápasy | Góly   |
| --------------------- | ------- | -------------- | ------ | ---- | ------------- | ------------- | ------------ | ------------ | --------------- | --------------- | ------- | ------- | ------ | ------ |
| Ufa                   | 2014/15 | Premier Liga   | 7      | 0    | 0             | 0             | —            | —            | —               | —               | —       | —       | 7      | 0      |
| Ufa                   | 2015/16 | Premier Liga   | 24     | 2    | 2             | 0             | —            | —            | —               | —               | —       | —       | 26     | 2      |
| Ufa                   | Celkem  | Celkem         | 31     | 2    | 2             | 0             | —            | —            | —               | —               | —       | —       | 33     | 2      |
| PSV Eindhoven (host.) | 2016/17 | Eredivisie     | 12     | 0    | 1             | 0             | —            | —            | 4               | 0               | —       | —       | 17     | 0      |
| Manchester City       | 2016/17 | Premier League | 0      | 0    | —             | —             | —            | —            | 0               | 0               | —       | —       | 0      | 0      |
| Manchester City       | 2017/18 | Premier League | 8      | 0    | 1             | 0             | 4            | 0            | 1               | 0               | —       | —       | 14     | 0      |
| Manchester City       | 2018/19 | Premier League | 14     | 0    | 4             | 0             | 6            | 1            | 5               | 0               | 0       | 0       | 29     | 1      |
| Manchester City       | 2019/20 | Premier League | 19     | 0    | 1             | 1             | 2            | 0            | 2               | 0               | 1       | 0       | 25     | 1      |
| Manchester City       | 2020/21 | Premier League | 15     | 0    | 1             | 0             | 2            | 0            | 6               | 0               | —       | —       | 24     | 0      |
| Manchester City       | Celkem  | Celkem         | 56     | 0    | 7             | 1             | 14           | 1            | 14              | 0               | 1       | 0       | 92     | 2      |
| Celkem                | Celkem  | Celkem         | 100    | 2    | 10            | 1             | 14           | 1            | 18              | 0               | 1       | 0       | 142    | 4      |

### Reprezentační
K 31. březnu 2021
| Ukrajina | Ukrajina | Ukrajina |
| Rok      | Zápasy   | Góly     |
| -------- | -------- | -------- |
| 2015     | 1        | 0        |
| 2016     | 10       | 1        |
| 2017     | 2        | 0        |
| 2018     | 10       | 1        |
| 2019     | 8        | 2        |
| 2020     | 4        | 1        |
| 2021     | 3        | 0        |
| Celkem   | 38       | 5        |

#### Reprezentační góly
K zápasu odehranému 31. března 2021. Skóre a výsledky Ukrajiny jsou vždy zapisovány jako první
| Gól | Datum           | Místo                                              | Zápas | Soupeř    | Skóre | Výsledek | Soutěž                   |
| --- | --------------- | -------------------------------------------------- | ----- | --------- | ----- | -------- | ------------------------ |
| 1.  | 29. května 2016 | Stadio Olimpico Grande Torino, Turín, Itálie       | 2.    | Rumunsko  | 2:1   | 4:3      | Přátelský zápas          |
| 2.  | 6. září 2018    | Městský fotbalový stadion, Uherské Hradiště, Česko | 18    | Česko     | 2:1   | 2:1      | Liga národů UEFA 2018/19 |
| 3.  | 7. září 2019    | LFF Stadium, Vilnius, Litva                        | 28    | Litva     | 1:0   | 3:0      | Kvalifikace na Euro 2020 |
| 4.  | 10. září 2019   | Dnipro-Arena, Dnipro, Ukrajina                     | 29    | Nigérie   | 1:2   | 2:2      | Přátelský zápas          |
| 5.  | 3. září 2020    | Arena Lviv, Lvov, Ukrajina                         | 32    | Švýcarsko | 2:1   | 2:1      | Liga národů UEFA 2020/21 |

## Ocenění

### Klubové

#### Manchester City
- Premier League: 2017/18, 2018/19[27]
- FA Cup: 2018/19[28]
- EFL Cup: 2017/18,[29] 2018/19,[30] 2019/20[31]
- FA Community Shield: 2019[32]

### Individuální
- Ukrajinský fotbalista roku: 2019[33]